# アフターショック/ニューヨーク大地震
『アフターショック/ニューヨーク大地震』（Aftershock: Earthquake in New York）は、アメリカ合衆国のテレビ映画。チャック・スカーボロ作の小説を原作とする。1999年11月14日に前編が、同年11月16日に後編がCBSで放送。日本では2001年2月17日にフジテレビ・ゴールデン洋画劇場にて94分の短縮版が放送後、同年2月19日にBSフジ・映画大王 -Movie Tycoon-にて137分版が放送。同年2月21日に完全版の映像ソフト（DVD・VHS）がポニーキャニオンからリリースされた。
撮影はカナダ・ブリティッシュコロンビア州バンクーバーのほか、ニューヨーク、カリフォルニア州ロサンゼルスでも行われた。

## あらすじ
ニューヨークで大地震が発生し、街は壊滅的な被害を受ける。地下や半壊した建物に閉じ込められた者、生き別れた家族を探す者達が、それぞれ生き延びるためのサバイバル生活を強いられる。
対立していた市長リンカーンと消防所長アハーンは協力し、この事態に対応していく。

## キャスト
| 役名                     | 俳優                     | 日本語吹替                                                     |
| 役名                     | 俳優                     | フジテレビ版                                                   |
| ------------------------ | ------------------------ | -------------------------------------------------------------- |
| トーマス・アハーン       | トム・スケリット         | 堀勝之祐                                                       |
| ドリ・ソレル             | シャロン・ローレンス     | 鈴木弘子                                                       |
| ブルース・リンカーン市長 | チャールズ・S・ダットン  | 大平透                                                         |
| イーヴィー・リンカーン   | リサ・ニコル・カールソン | 一城みゆ希                                                     |
| ダイアン・アゴスティーニ | ジェニファー・ガーナー   | 井上喜久子                                                     |
| ニコライ                 | フレデリック・ウェラー   | 中村大樹                                                       |
| フランク・アゴスティーニ | ミッチェル・ライアン     | 富田耕生                                                       |
| エミリー・リンカーン     | シシリー・タイソン       | 片岡富枝                                                       |
| ブルース・サマリン       | マーク・ロルストン       | 目黒光祐                                                       |
| ノーナム / クレイトン    | レイ・ジェイ             | 浜田健作                                                       |
| ジョシュア・ビンガム     | JR・ボーン               | 土方優人                                                       |
| ダニー・ソレル           | ミハウ・サチャネック     | 矢島晶子                                                       |
| サム・ソレル             | ガーウィン・サンフォード | 有本欽隆                                                       |
| ナンシー・スチュアート   | クレア・ヤーレット       |                                                                |
| クリスティーン・アハーン | キンバリー・ワーナト     |                                                                |
| アレン                   | ロジャー・R・クロス      | 佐々木誠二                                                     |
| アンソニー               | デイヴ・ウォード         | 亀井三郎                                                       |
| リンダ                   | フリーダ・ベトラーニ     | 池上麻里子                                                     |
| ジュリア                 | エリカ・エレニアック     |                                                                |
| 地下鉄運転手             | ヴィクター・ファヴリン   | 秋元羊介                                                       |
| ロジャー                 | ウィル・サンダーソン     | 田尻ひろゆき                                                   |
| パイロット               | ボブ・ネイヴィス         | 中嶋一成                                                       |
| 略奪者                   | サント・ロンバルド       | 坂本一                                                         |
| ロー・ライダー           | チョッパー               |                                                                |
| その他                   |                          | 火野カチコ 笹山栄一 青木成美 森うたう 桜澤凛 吉田孝 小野寺啓子 |
|                          |                          |                                                                |
| 演出                     |                          | 春日正伸                                                       |
| 翻訳                     |                          | 松崎広幸                                                       |
| 調整                     |                          | 栗林秀年                                                       |
| プロデューサー           |                          | 前田久閑 （フジテレビ）                                        |
| 制作                     |                          | ムービーテレビジョン                                           |
| 初回放送                 |                          | 2001年2月17日 『ゴールデン洋画劇場』                           |

## ノミネート歴
- 2000年プライムタイム・エミー賞特殊視覚効賞ミニシリーズ/テレビ映画/スペシャル番組部門[6]
- 2000年ヤングアーティスト・アワードベストパフォーマー賞（10歳以下）テレビ映画及びパイロット版：ミハウ・サチャネック（ダニー・ソレル役）[6]
- 2000年ヤングスター・アワードヤングアクター賞ミニシリーズ / テレビ映画部門：ミハウ・サチャネック（ダニー・ソレル役）[6]